# Струна (музыка)
Струна́ — деталь струнных музыкальных инструментов, служащая первоисточником звуковых колебаний. Представляет собой длинный отрезок гибкого материала, натягиваемого над резонаторным корпусом щипковых, смычковых, ударных или внутри клавишных струнных инструментов.

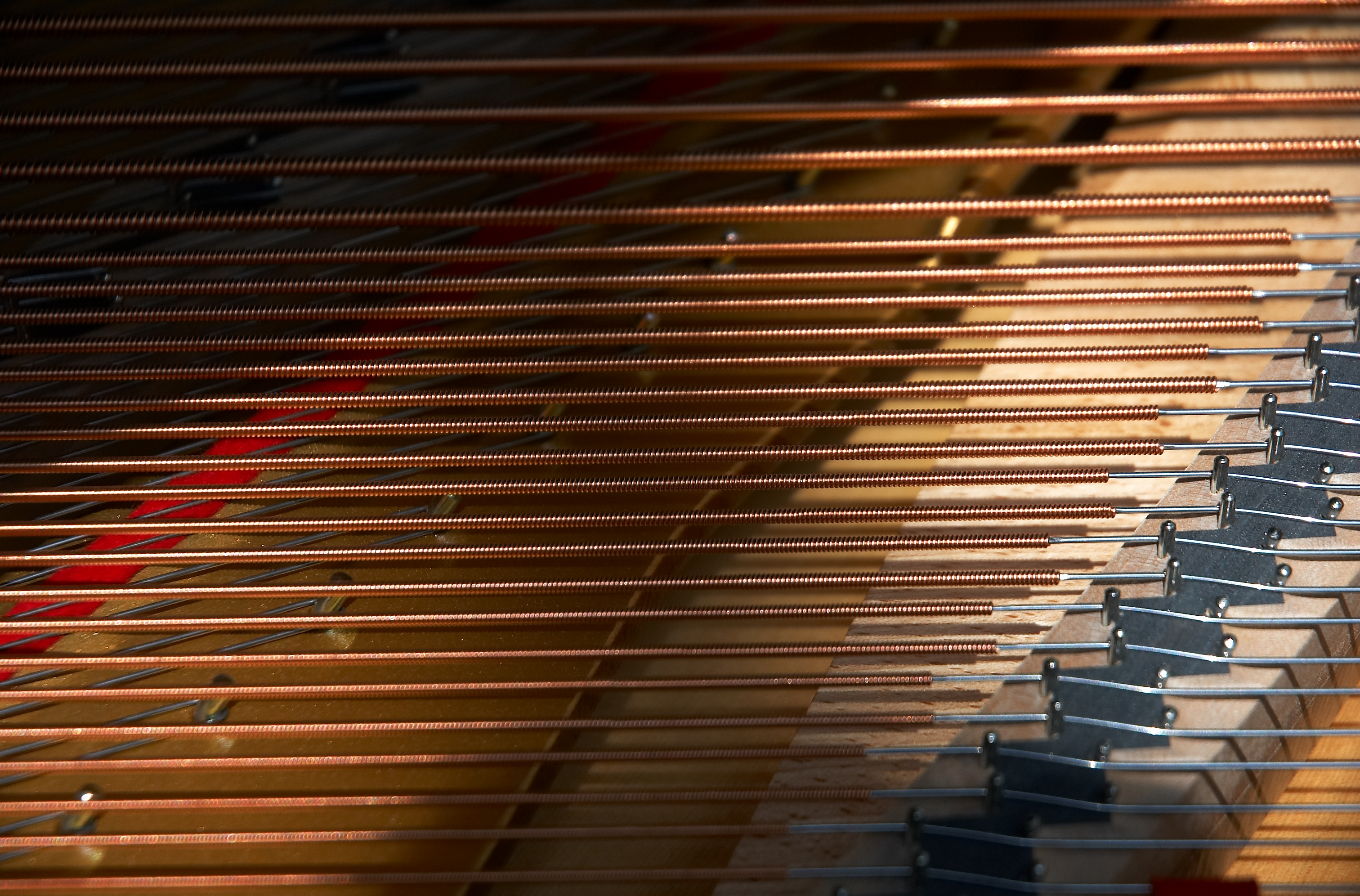
Струны с круглой обмоткой на фортепиано
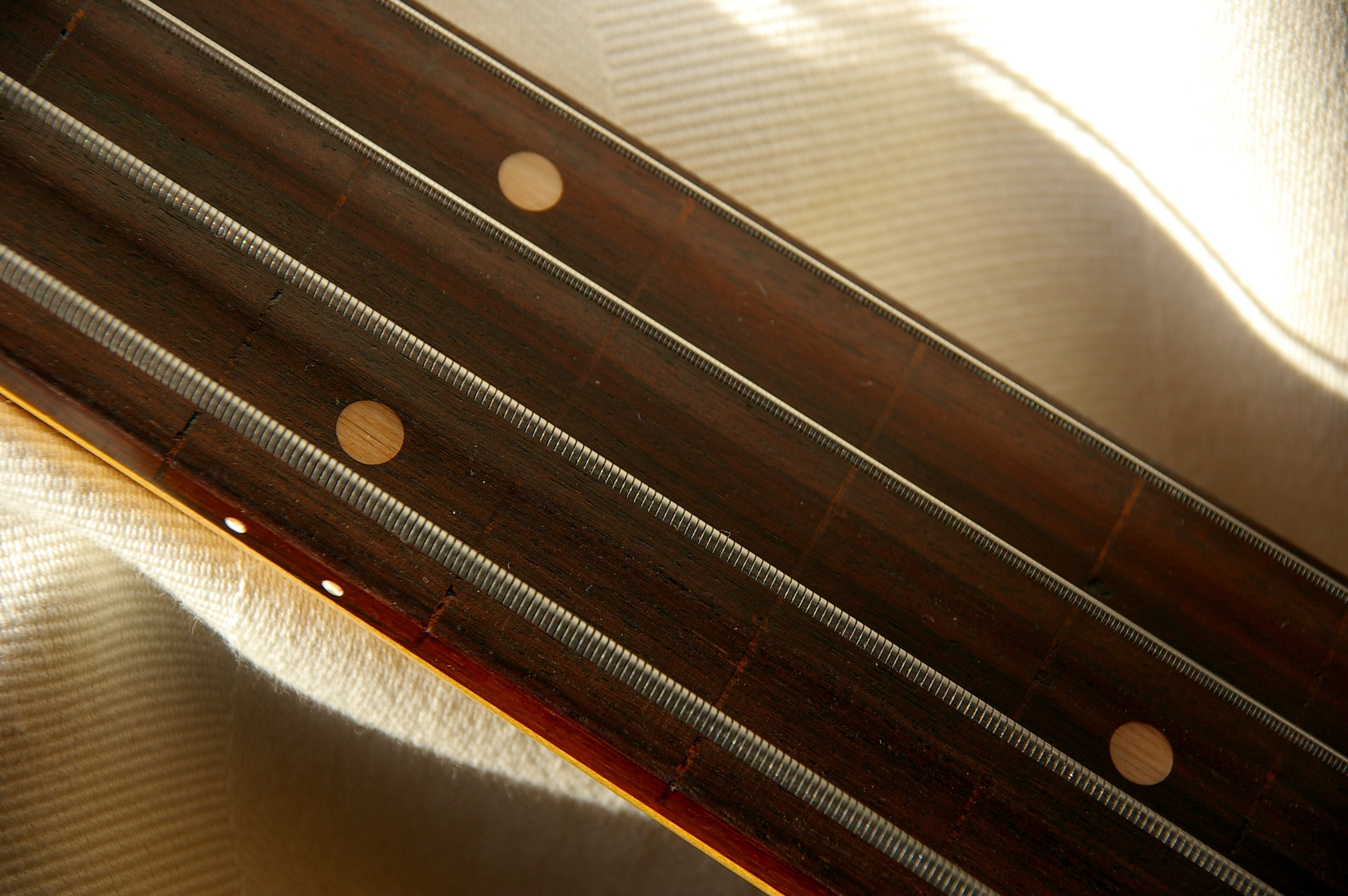
Струны с плоской обмоткой на безладовой бас-гитаре
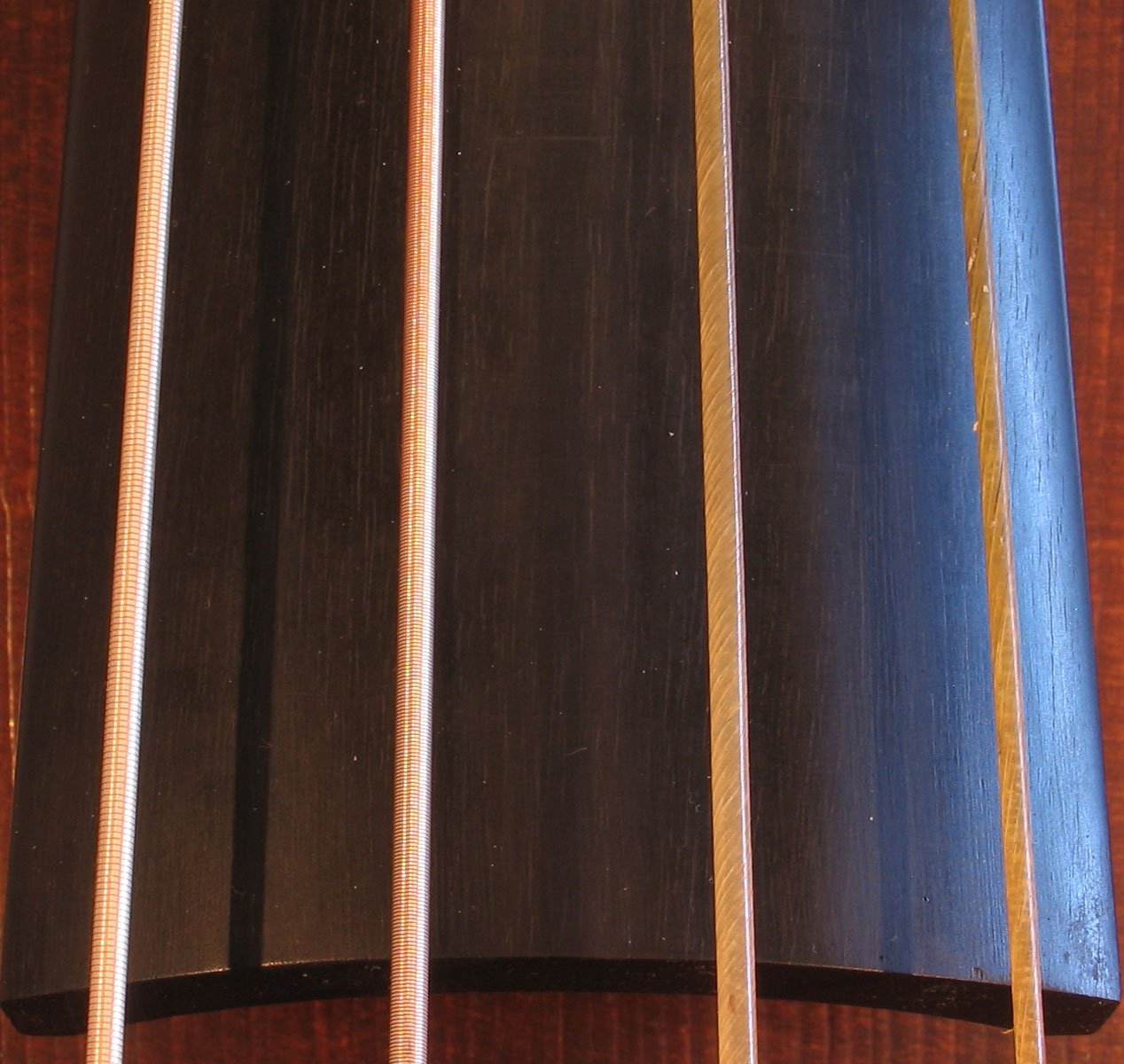
Жильные струны в обмотке и без на контрабасе
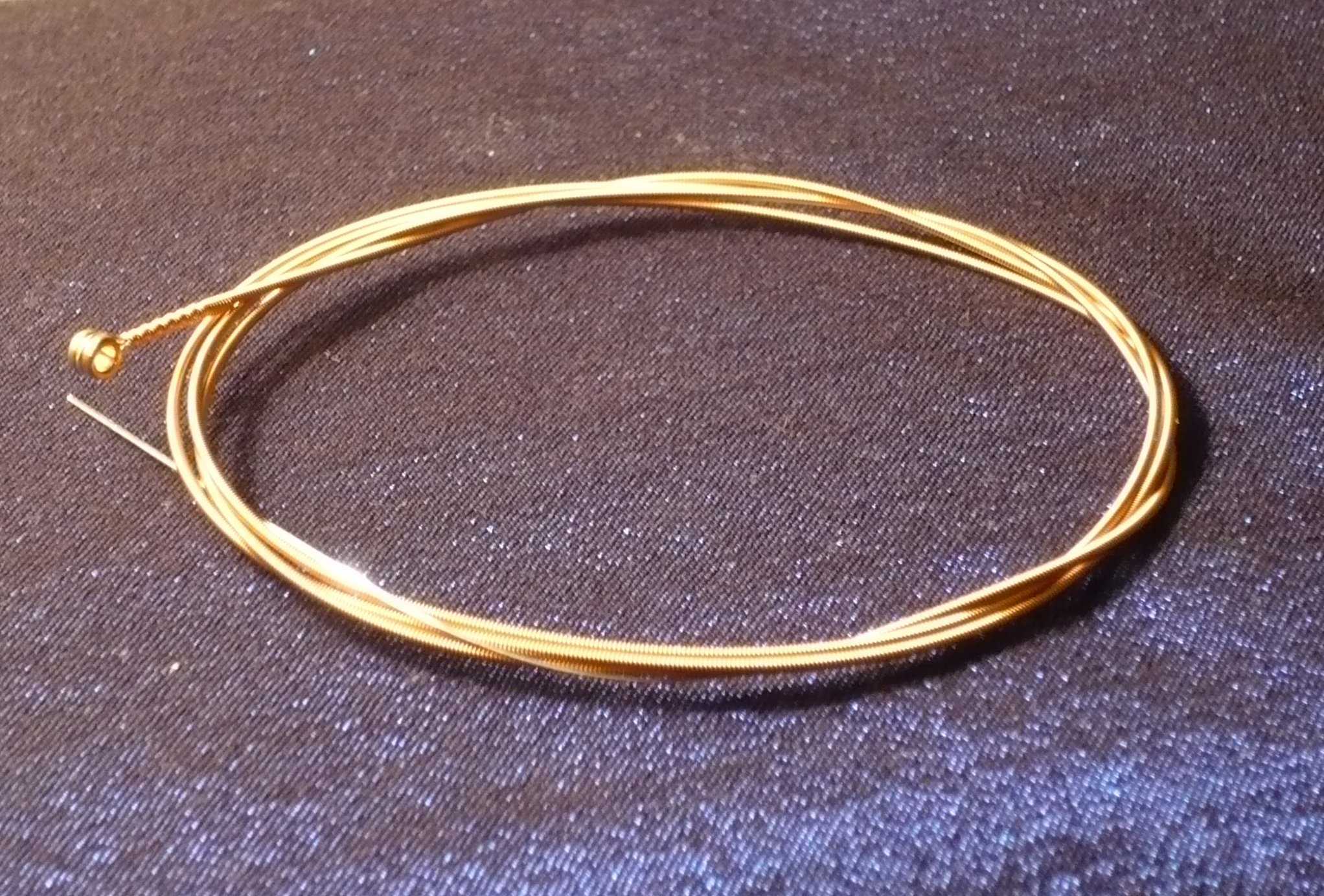
Струна для акустической гитары

## Описание
Струны бывают гладкими (без обмотки) и обвитыми канителью (с обмоткой). Гладкие струны изготавливаются из высокоуглеродистой стали, синтетических материалов (нейлон, карбон), кишок овец и других видов домашнего скота (жильные струны). Струны некоторых народных инструментов изготавливаются из свитого пучка конских волос (см. гусле), сухожилий животных (нерьпь), растительных волокон и шёлка. Обвитые струны имеют монолитную или многожильную основу (сердечник, керн) из тех же материалов, обмотанную металлической проволокой или лентой (алюминиевой, серебряной, медной, бронзовой, латунной…). Обмотка утяжеляет струну, понижает частоту её вибрации и при этом не уменьшает гибкость, что положительно сказывается на качестве звучания.
В зависимости от устройства инструмента, на котором используются струны, они обычно имеют шарик или петлю на одном конце для прикрепления к инструменту. Струны некоторых инструментов могут быть обёрнуты в шёлк на концах, который их защищает от повреждения.
Диаметр струн указывается в сотых долях миллиметра или тысячных долях дюйма.

## Обмотка

### Круглая
Простейшие из витых струн — струны с круглой в сечении оплёткой. У них внутри имеется круглый сердечник, на который по спирали накручивается круглая же проволока. Такие струны обычно просто изготовить, потому они обычно и самые дешёвые. Естественно, у них есть и недостатки:
- Такие струны имеют рельефный профиль («холмики» оплёточной проволоки в продольном сечении струны), который вызывает скрип, когда исполнитель ведёт пальцами вдоль струны. Этот скрип используется в таких приёмах игры как медиаторный слайд, пальцевый слайд и т. п.
- Шершавая поверхность струн также быстрее изнашивает накладку и ладовые порожки.
- Оплётка не прикреплена к сердечнику и может вращаться вокруг него, особенно если она повреждена. Из-за этого становится труднее удерживать струну пальцами, что портит общее впечатление от игры.

### Плоская
Струны с плоской обмоткой также имеют круглый сердечник, но проволока, которой он обматывается, имеет прямоугольное сечение. При плотном обматывании такие струны имеют намного более гладкий профиль, что делает их более удобными для игры, менее повреждающими накладку и лады и меньше скрипящими под пальцами. Однако исполнители часто замечают, что звук от таких струн заметно отличается от струн с круглой оплёткой, что он менее яркий. Струны с плоской обмоткой также обычно дороже, чем с круглой.

### Полукруглая
Полукруглая оплётка — это гибрид круглой и плоской, который даёт звуковые характеристики круглой оплётки вместе с ощущением плоской. Струны с такой оплёткой обычно делаются при помощи накручивания круглой проволоки на сердечник с последующей полировкой или прессовкой внешней стороны проволоки до почти плоского состояния.
Следует заметить, что в процессе полировки снимается почти половина массы проволоки, поэтому для компенсации производители должны использовать крупный калибр проволоки. В свою очередь, более толстая проволока делает тон скрипа от пальцев ниже. В зависимости от обработки звука, это может быть как хорошо (скрип становится менее выраженным и маскируется музыкой), так и плохо (высокочастотный скрип легче выявить и отфильтровать при записи). Последнее имеет значение в тех случаях, когда скрип нежелателен. Как правило, он является неотъемлемой частью звучания гитары.

### Гексагональная
Струны с гексагональной оплёткой состоят из шестиугольного в сечении керна с туго намотанной на него проволокой (обычно круглой), которая при этом повторяет форму керна. Это решает проблему кручения оплётки вокруг сердечника, так что она не будет вращаться и выскальзывать из-под пальцев. Некоторые говорят, что шестигранный сердечник улучшает звук в силу более тесной связи между ним и оплёткой. Недостаток — относительно острые рёбра струны менее удобны для пальцев и изнашивают накладку и ладовые порожки ещё быстрее круглой оплётки. Шестигранные струны чаще всего используются на басовых инструментах (таких как бас-гитара). Однако проблема удобства игры была решена путем использования ладов из нержавеющей стали на грифе (или для безладовых инструментов - накладки грифа из нержавеющей стали), гладкой полировки углов и ношения защитных перчаток. Струны с шестигранной обмоткой — это единственные струны, предназначенные для игры в защитных перчатках, что делает их более удобными и служит дольше.